# Lilly Helveg Petersen
Lilly Edith Helveg Petersen, född Lolk 13 september 1911 i Troense, död 10 oktober 2005, var en dansk överlärare och politiker för Det Radikale Venstre. Hon var borgmästare för Köpenhamns kommuns femte magistrat, med ansvar för kollektivtrafik och energiförsörjning. Hon var gift med politikern Kristen Helveg Petersen och mor till Niels Helveg Petersen.
Lilly Helveg Petersen var dotter till skepparen Carl Mortensen Lolk (1884–1944) och Karen Larsen (1884–1964), som var engagerad i Det Radikale Venstres valförening i Svendborg. Hon tog lärarexamen från Skårup Statsseminarium 1933 och mötte där sin blivande make, Kristen Helveg Petersen. De flyttade till Odense för att arbeta som lärare och de var båda engagerade i Radikal Ungdom. Tillsammans med Ingefred Juul Andersen skrev hon läroboken Arbejdskundskab for Kvinder (1942), som blev väl använd i undervisningen på många aftonskolor i Danmark. Hon har även skrivit boken Familiekundskab (1960), som var riktad det nyetablerade skolämnet med samma namn som blev obligatoriskt 1960. Hon har även varit medförfattare till ett antal läroböcker i räkning. Hon var ledare av Frit Oplysningsforbunds avdelning i Köpenhamn från 1967 och konsult för de danska bildningsförbundens förberedande kurs från 1969.
Politiskt hamnade Lilly Helveg Petersen i skuggan av sin man och sin son. Hon var mångårig ledamot i Det Radikale Venstres partistyrelse och folketingskandidat 1951–1971, dock utan att lyckas bli vald. Hon var partiets representant i den danska regeringens kvinnokommitté, där hon var ordförande av utredningen av utbildningsfrågor (1965–1974). Hon blev invald i Köpenhamns kommunfullmäktige 1970 och utsågs till borgmästare för det 5:e magistratet med ansvar för kollektivtrafik och energiförsörjning. Det var hon som stod bakom avskaffandet av spårvagnstrafiken i staden, vilket ersattes med busstrafik 1972, och var anhängare av en utbyggd kollektivtrafik. Hon lämnade politiken 1978.